# Petrovskoho, Drabiv
Petrovskoho (în ucraineană Петровського) este un sat în comuna Nehaikî din raionul Drabiv, regiunea Cerkasî, Ucraina.

## Demografie
Componența lingvistică a localității Petrovskoho
     Ucraineană (96,45%)
     Rusă (3,55%)
Conform recensământului din 2001, majoritatea populației localității Petrovskoho era vorbitoare de ucraineană (96,45%), existând în minoritate și vorbitori de rusă (3,55%).